# Polystroma subspissata
Polystroma subspissata är en fjärilsart som beskrevs av W. Warren 1897. Polystroma subspissata ingår i släktet Polystroma och familjen mätare. Inga underarter finns listade i Catalogue of Life.